# Bình Ngọc (xã)
Bình Ngọc là một xã cũ thuộc thành phố Tuy Hòa, tỉnh Phú Yên, Việt Nam.

## Địa lý
Xã Bình Ngọc có diện tích 3,58 km², dân số năm 2022 là 6.408 người, mật độ dân số đạt 1.789 người/km².

## Hành chính
Xã Bình Ngọc được chia thành 3 thôn: Ngọc Lãng, Ngọc Phước 1, Ngọc Phước 2.

## Lịch sử
Ngày 28 tháng 9 năm 2024, Ủy ban Thường vụ Quốc hội ban hành Nghị quyết số 1200/NQ-UBTVQH15 về việc sắp xếp đơn vị hành chính cấp xã của tỉnh Phú Yên giai đoạn 2023 – 2025 (nghị quyết có hiệu lực từ ngày 1 tháng 11 năm 2024). Theo đó, sáp nhập toàn bộ 3,58 km² và quy mô dân số là 6.408 người của xã Bình Ngọc vào Phường 1.